# Luc Frieden
Pour les articles homonymes, voir Frieden.
Luc Frieden, né le 16 septembre 1963 à Esch-sur-Alzette (Luxembourg), est un homme politique luxembourgeois, membre du Parti populaire chrétien-social (CSV) et Premier ministre du Luxembourg depuis le 17 novembre 2023.
Ministre de la Justice et du Budget de 1998 à 2009, ministre de la Défense de 2004 à 2006 et ministre des Finances de 2009 à 2013, il est par la suite président de la Deutsche Bank Luxembourg entre 2015 et 2016. Il mène le CSV aux élections législatives de 2023, desquelles débouche le gouvernement Luc Frieden.

## Formation et début de carrière
Après ses études secondaires à l'Athénée de Luxembourg (1982), Luc Frieden fait des études de droit à Luxembourg, à Paris (maîtrise en droit, 1986), à Cambridge (Master of Comparative Law and Legal Philosophy, 1987) et à l'université Harvard (Master of Laws, 1988). En parallèle, il suit des cours à la John F. Kennedy School of Government.
De 1989 à 1989, Luc Frieden est avocat au barreau de Luxembourg-ville et enseigne le droit aux Cours supérieurs de Luxembourg (le précurseur de la future université du Luxembourg). De 1981 à 1994, il présente régulièrement des émissions de droit et de politique internationale sur la chaîne en langue luxembourgeoise de RTL.

## Carrière politique
En 1994, Luc Frieden est élu à la Chambre des députés sur la liste électorale du Parti populaire chrétien social.
Le 4 février 1998, il est nommé ministre de la justice, du budget et des relations avec le parlement au sein du gouvernement Juncker-Poos. Il est aussi chargé de l'élaboration des modalités de l'introduction de l'euro.
Après les élections législatives de juillet 1999, il est reconduit dans les mêmes fonctions ministérielles au sein du gouvernement Juncker-Polfer.
De 2004 à 2009, il est à nouveau ministre de la justice, du budget et de la défense (ce dernier poste jusqu'en février 2006) du gouvernement Juncker-Asselborn I.
Du 23 juillet 2009 au 4 décembre 2013, Luc Frieden est ministre des finances et du budget au sein du gouvernement Juncker-Asselborn II.
De 2008 à 2014, il est également président de la Fondation de Luxembourg.
En mars 2021, il annonce ne pas se présenter comme candidat à la présidence du CSV.
Loin de la politique pendant 10 ans, il est nommé le 1er février 2023 par le Conseil national du CSV comme tête de liste nationale en vue des élections législatives du 8 octobre suivant. Luc Frieden se donne pour mission de reconduire son parti au pouvoir. Le CSV remporte les élections, en augmentant légèrement son score face à 2018 et en maintenant ses 21 députés à la Chambre des députés. La coalition gouvernementale sortante n'arrive pas à maintenir sa majorité, du fait du recul des Verts que la progression des deux autres partis au pouvoir ne compense pas.
Au lendemain du scrutin, le grand-duc nomme Luc Frieden formateur, lui confiant ainsi la mission de former le nouveau gouvernement. Le soir même, le chef de file du CSV annonce souhaiter ouvrir des négociations avec le Parti démocratique (DP) du Premier ministre sortant, Xavier Bettel.
Ses priorités sont notamment de recruter massivement des policiers et de développer la vidéosurveillance, l'adoption d'une réforme fiscale ou encore d'accroitre le rôle du secteur privé dans le domaine de la santé.

## Vie privée
Luc Frieden est marié et père de deux enfants.
Il réside à Contern depuis 1995. En juin 2024, une nouvelle place est inaugurée au centre du village, baptisée, sur décision du conseil échevinal de la commune (CSV-LSAP), en l'honneur de Luc Frieden, suscitant les critiques de la section locale du DP, qui dénonce «une pratique qui est peut-être courante dans les dictatures, mais pas chez nous».

## Distinctions
- Grand-croix de l'ordre de l'Infant Dom Henri